# La Rivière à l'envers
La Rivière à l'envers est un roman jeunesse écrit par Jean-Claude Mourlevat. Il se compose de deux tomes, Tomek (paru en 2000) et Hannah (paru en 2001); une version intégrale a également été publiée en novembre 2016.
Lauréat du Prix des incorruptibles en 2002, le livre a été adapté au théâtre par la compagnie Mad&Gus, le premier tome en 2016 et le second en 2018.

## Tome 1: Tomek
L'histoire se passe en un temps où les jeux télévisés n'existaient pas, ni les grandes surfaces, ni même les téléphones portables. Tomek, jeune orphelin de 13 ans, tient la petite épicerie de son village . Un soir, une mystérieuse jeune fille (Hannah), entre dans sa boutique et lui demande s'il vend de l'eau de la Rivière Qjar: «C'est l'eau qui empêche de mourir, vous ne le saviez pas?» Tomek lui répond qu'il ne connaît pas cette eau et la jeune fille s'en va. Tomek décide alors d'entamer la plus grande aventure de sa vie. Il traversera des contrées incroyables, telles que la Forêt de l'Oubli, le village des Parfumeurs, l'île Inexistante... Réussira-t-il à rejoindre Hannah à l'autre bout du monde? Trouvera-t-il la Rivière Qjar, cette rivière magique qui coule à l'envers? Parviendra t-il à sauver la passerine d'Hannah? À rapporter de l'eau au Vieux Icham? 

### Personnages
- Eztergom est le chef du village des parfumeurs
- Tomek — Il a une quinzaine d'années. Il tient une épicerie. Il veut toujours partir à l'aventure car son village est trop petit. Il voudrait découvrir le monde,il rêve beaucoup,il porte un tablier gris et une écharpe rouge,il est qualifier de courageux .
- Hannah — Bien-aimée de Tomek. Elle a une dizaine d'années. Elle cherche l'eau de la rivière Qjar pour sa petite passerine, seul souvenir qui lui reste de son père.  Cet oiseau, malade, risque de mourir.
- Marie — Marie est une femme âgée et mal habillée. Elle traverse la forêt de l'Oubli avec Tomek car son petit ami est mort au-delà de celle-ci. Il y est mort car il a  respiré une fleur qui rend fou, ivre  et hilare
- Viel Icham — C'est un vieil homme gourmand, il préfère le nougat. Il se considère comme le grand-père de Tomek.
- Bastibalagom — Capitaine du bateau qu'emprunte Tomek pour arriver de l’autre côté de l’océan. Il s'appelait Bastibal avant de partir de chez lui et de devenir capitaine au pays des parfumeurs.
- Tolgom- Capitaine du bateau Vigilante
- Cadichon — Âne de pierre de toute la prairie.
- Podcol — Immense panda qui adore les haricots au goût de réglisse et qui aide Hannah et Tomek à aller en haut de la montagne

## Tome 2: Hannah
Tous les ans, le père d’Hannah lui offre un oiseau au marché aux oiseaux où les gens viennent de partout. Le jour de ses six ans, son père lui offre une passerine. L’oiseleur demande 500 000 livres et une bouteille de rhum. Le père d’Hannah qui a besoin de plusieurs jours pour payer vend tous ses biens et perd sa famille. Hannah vit seule avec son père devenu homme-cheval. Un jour, il meurt de fatigue alors qu’Hannah n’a que 9 ans. Des parents lointains l’adoptent. Alors qu’Hannah a 12 ans, sa passerine tombe gravement malade. Afin de sauver son oiseau, Hannah se lance à la recherche de la rivière Qjar, une rivière qui rend immortel quiconque boit de son eau.
Elle commence son voyage avec Iorim et Grégoire à bord de l’Hirondelle, leur diligence jusqu’au désert de Ban Baïtan. On apprend que Iorim s'y rend pour mourir sur sa terre natale et Grégoire l'accompagne.
Puis, elle continue son chemin dans le désert. Elle rencontre un garçon nommé Lalik qui lui propose de venir avec lui. Si elle accepte, elle pourra revenir sur sa décision dans une heure ou dans vingt ans, à l'âge où ils se sont rencontrés, simplement en lui demandant. Durant cette aventure, Hannah se marie avec Amos, a deux enfants Chaan et Aïda. Un drame (la mort de sa petite-fille) va pousser Hannah à demander à Lalik de revenir dans le désert le jour de leur rencontre.
Hannah reprend sa marche et rencontre les cinq silencieux, des marchands qui ne parlent presque pas, elle les suit jusqu’à ce qu’ils arrivent dans une ville marchande, ici ils se séparent. Hannah reprend une diligence et arrive dans l'épicerie de Tomek, elle lui achète un sucre d’orge et repart vers la forêt de l’Oubli qu’elle décide de traverser. De l’autre côté une prairie s’étend sur des kilomètres mais elle la traverse et s’évanouit à cause du pollen de certaines fleurs. Au bout de trois jours, elle se réveille grâce à Perligom qui lui lit les mots : "il était une fois". Hannah laisse la fameuse lettre à Tomek avant de repartir sur l'océan avec Ogali-Bahibombar, capitaine d'un navire marchand.
Elle accoste sur une plage et y rencontre un jeune garçon, Barnabé, qui la prend pour la princesse Alizée. Le roi et la reine du village de Barnabé prennent Hannah pour leur fille. Mais la servante sait qu'Hannah n'est pas la véritable princesse. Hannah finit par partir.
C'est ainsi qu'elle rencontre Podcol et retrouve enfin Tomek sur les eaux de la rivière Qjar. Sur le chemin du retour, elle rencontre de nouveau les cinq silencieux qui la ramènent à Ban Baïtan. Iorim, qui a survécu à la mort car elle ne voulait pas de lui, lui explique que Grégoire vient lui rendre visite tous les mois pour lui apporter de la nourriture mais qu'il a aussi rapporté l'avant-veille la passerine et une lettre des parents adoptifs d’Hannah.

## Prix
- 2002 - Prix des Incorruptibles[7]

## Adaptation
En 2024, La Rivière à l'envers est adapté en série d'animation par Paul Leluc en huit épisodes de 22 minutes. Elle est diffusée sur Canal+ Kids à partir du 21 décembre 2024.